# Неделчо Беронов
Неделчо Крумов Беронов (болг. Неделчо Крумов Беронов; нар. 22 липня 1928, Нова Загора — †4 липня 2015) — болгарський юрист, політик і суддя Конституційного суду.

## Життєпис
Закінчив юридичний факультет Софійського університету ім. Святого Климента Охридського (1951) і факультет економіки Софійської школи світової економіки (1972). З середини 50-х років протягом сорока літ працював суддею, а з 1993 по 1997 рік він був викладачем в університетах Варни. Він є автором численних публікацій у галузі права.
У 1997–2001 він був членом Народних зборів від Союзу демократичних сил.
Восени 1997 обраний суддею Конституційного суду. У лютому 2003 року, після несподіваної смерті Христо Данова, він був тимчасовим Голова Суду. Вісім місяців по тому він був обраний на цю посаду на повний термін, яких минув 3 жовтня 2006 року.
Його дружина Анна є професором Медичного університету Варни, син Камен — математик, працює в Японії.
На президентських виборах у 2006 році був висунутий як незалежний кандидат, підтриманий правими партіями. Набрав менше 10% голосів, отримавши третє місце в країні.